# Oslí pohřeb
Oslí pohřeb (lat. sepultura asini či sepultura asinina), též psí pohřeb (lat. sepultura canina), byla forma rituálního trestu, spočívající v bezobřadném  uložení těla zesnulého mimo posvěcenou půdu hřbitova (například u křižovatek cest či pod šibenicí – sub furco). Uplatňován byl vůči osobám zasluhujícím exkomunikaci, zejména kacířům a sebevrahům; případně obecněji proti společenským vyvrhelům. Užíván byl ve středověku a raném novověku.
Pojem oslí pohřeb se v právních textech objevuje poprvé v 11. století  ve spisech Decretum právníka a biskupa Burcharda z Wormsu. Název byl odvozen z biblického textu Jeremjáš: 22, 19: „Bude pohřben, jako se pohřbívá osel, bude vyvlečen a odhozen ven za jeruzalémské brány.“
V době protireformace byl oslí pohřeb zapisován do matrik zemřelých katolickým duchovenstvem nezřídka s poznámkou „zakopán jako hovado“. Zápisů sepultura asini je v českých a moravských matrikách mnoho, např. v Novém Městě na Moravě bylo v letech 1673–1680 takto zapsáno 11 % zesnulých „kacířů“. Jestliže bylo dodatečně zjištěno, že nebožtík pohřbený na katolickém hřbitově je heretik (např. v jeho domě našla komise zakázané knihy), bylo jeho tělo vykopáno a odvlečeno mimo obec. V případech, kdy už nebylo možné nebožtíka vykopat, byl alespoň jeho hrob zmrskán pruty. V obci Cetkovice rozhořčená katolická vrchnost uvrhla do žaláře syna Jiřího Dračky, nebožtíka, jenž byl sice kdysi představitelem obce – ale posmrtně byl shledán kacířem. Těmito činy byla posvátná půda hřbitova „očištěna“. Tajní evangelíci z řad šlechty si sjednávali uložení svých ostatků za hranicemi, např. v saském Satzungu.
I po vydání Tolerančního patentu z 13. října 1781 (který otázku pohřbívání neřešil) vznikaly na stávajících hřbitovech těžké konflikty. Docházelo k několikadenním pohřbům, např. hrob zesnulé Doroty Procházkové ze Žher byl hrobníkem třikrát vykopán a opět katolickými odpůrci zahrabán. Teprve když delegace vyslaná do Prahy uspěla, došlo k pohřbu za asistence vojska. Aby se evangelíci vyhnuli kamenování pohřebních průvodů či rakví, začali zakládat tzv. toleranční hřbitovy. Zachoval se např. ruzyňský toleranční hřbitov (Ruzyně, od roku 1960 Praha).
Praktikování oslích pohřbů vůči nekatolíkům bylo v českých zemích ukončeno až na základě dvorského dekretu vydaného dne 16. března roku 1782.
Oslí pohřby byly uplatňovány v rámci církevní kázně vůči nekajícím se hříšníkům i v reformované církvi v Uhrách.